# Ryan Clarke
Ryan Clarke (* 17. November 1997) ist ein niederländischer Leichtathlet, der sich auf den Mittelstreckenlauf spezialisiert hat.

## Sportliche Laufbahn
Erste internationale Erfahrungen sammelte Ryan Clarke im Jahr 2024, als er bei den Hallenweltmeisterschaften in Glasgow mit 1:46,69 min in der ersten Runde im 800-Meter-Lauf ausschied. Im Juni schied er bei den Europameisterschaften in Rom mit 1:46,00 min im Halbfinale aus, ehe er bei den Olympischen Sommerspielen in Paris mit 1:44,70 min in der Hoffnungsrunde ausschied. Im Jahr darauf belegte er bei den Halleneuropameisterschaften in Apeldoorn in 1:46,47 min den sechsten Platz, ehe er bei den Hallenweltmeisterschaften in Nanjing mit 1:52,97 min im Vorlauf ausschied. 
In den Jahren 2023 und 2024 wurde Clarke niederländischer Meister im 800-Meter-Lauf.

## Persönliche Bestzeiten
- 800 Meter: 1:44,70 min, 8. August 2024 in Paris
  - 800 Meter (Halle): 1:45,65 min, 8. März 2025 in Apeldoorn
  - 1000 Meter (Halle): 2:18,35 min, 4. Februar 2024 in Boston
- 1500 Meter: 3:39,17 min, 12. August 2023 in Huizingen